# لاپپایروی
لاپْپایَرْوی (به فنلاندی: Lappajärvi) یک منطقهٔ مسکونی در فنلاند است که در اوستروبوتنیای جنوبی واقع شده‌است.

## خواهرخوانده
شهرهای شپرینگشتیله، پودوژ و بخش کرامفوش  خواهرخوانده‌های لاپپایروی هستند.